# Usta terpsichorina
Usta terpsichorina är en fjärilsart som beskrevs av John Obadiah Westwood 1881. Usta terpsichorina ingår i släktet Usta och familjen påfågelsspinnare. Inga underarter finns listade i Catalogue of Life.